# Mallard (Dokumentation)
Mallard ist eine Auszeichnungssprache, die das Erstellen von Hilfeseiten (Benutzerhandbüchern) für Programme unterstützen soll.
Die Sprache wird derzeit im Rahmen des Gnome-Projekts vorangetrieben und ist noch nicht fertiggestellt.
Mallard ist ein XML-Format, das, ähnlich wie DocBook, eine logische Struktur für ein Dokument vorgibt, das dann in einem Hilfebrowser in lesbare, verlinkte Seiten umgewandelt wird.
Dabei sorgen verschiedene Konzepte, wie Hilfsseiten und Themen, dafür, dass eine spezielle Hilfeseite auf unterschiedlichen Wegen erreicht werden kann.
Derzeit nutzen Gnome-Programme wie z. B. Empathy oder Calculator Mallard als Dokumentation.
Die Anzeige der Mallard-Seiten ist derzeit im Gnome-Hilfebrowser yelp möglich.
Weitere Ausgabeformate sind per Kommandozeile erstellbar, dies ist jedoch derzeit nur über die Quellen auf gitorious möglich:
- HTML
- LaTeX
- DOT

## Alternativen
Alternativen zur Dokumentation sind normale Dokumente (z. B. LaTeX, OpenOffice resp. LibreOffice) oder Wikis und HTML-Seiten.
Spezielle Dokumentationsformate sind z. B.
- DocBook (plattformübergreifend)
- CHM hauptsächlich Windows-Systeme